# مارغريت لاد
مارغريت لاد (بالإنجليزية: Margaret Ladd)‏ هي ممثلة أمريكية، ولدت في 8 نوفمبر 1942 في بروفيدنس في الولايات المتحدة.

## وصلات خارجية
- مارغريت لاد على موقع IMDb (الإنجليزية)
- مارغريت لاد على موقع أول موفي (الإنجليزية)
- مارغريت لاد على موقع قاعدة بيانات برودواي على الإنترنت (الإنجليزية)
- مارغريت لاد على موقع قاعدة بيانات الأفلام السويدية (السويدية)
- مارغريت لاد على موقع إن إن دي بي (الإنجليزية)
- مارغريت لاد على موقع قاعدة بيانات الفيلم (الإنجليزية)